# Georg Köhler (Fußballspieler)
Georg Friedrich Köhler (* 1. Februar 1900 in Dresden; † 27. Januar 1972 ebenda) war ein deutscher Fußballspieler und ‑trainer.

## Spielerkarriere

### Vereine
Der am 1. Februar 1900 in der Königlichen Frauenklinik in Dresden, als Sohn der unverheirateten Wäscherin Ernestine Bertha Köhler geborene Georg Friedrich Köhler, machte seine ersten Erfahrungen am Ball beim VTB Dresden, ehe er zum Dresdner SC wechselte. 
Nachdem Köhler 1917 in den Seniorenbereich aufgerückt war, begann auch der Erfolg im Ostragehege, wie das Dresdner Stadion seinerzeit noch hieß. In der Saison 1925/26 erreichte er als Mittelläufer mit seiner Mannschaft zum ersten Mal nach 20 Jahren wieder die Endrunde um die Deutsche Meisterschaft. In elf Endrundenspielen trat er für den Dresdner SC an, der jedoch keine Erfolge erzielen konnte. Lediglich fünf Mitteldeutsche Meisterschaften und drei Mitteldeutsche Pokalsiege konnte er mit seiner Mannschaft erringen. 1935 wechselte er zum Lokalrivalen VfB Dresden, bei dem er 1941 seine Spielerkarriere beendete. 

### Nationalmannschaft
Am 25. Oktober 1925 debütierte Köhler in der A-Nationalmannschaft, die in Basel mit 4:0 über die Schweizer Nationalmannschaft siegte. Dabei überzeugte er mit guten Leistungen, wurde jedoch bis zum Ende seiner Nationalmannschaftskarriere in lediglich vier weiteren Länderspielen eingesetzt. Reichstrainer Otto Nerz war seine sehr offensive Spielweise zu riskant, da er nicht auf die Aufforderungen defensiver zu spielen reagierte.

## Trainerkarriere
Neben seiner Funktion als Spieler für den VfB Dresden war Köhler ab 1935 ebenfalls Trainer bei seinem langjährigen Verein, dem Dresdner SC. Als Trainer und Geschäftsführer in Personalunion führte er den Verein 1940 und 1941 zu zwei Siegen im Tschammerpokal-Wettbewerb, dem Vorläufer des heutigen DFB-Pokal-Wettbewerbs, und 1943 und 1944 zu zwei Deutschen Meisterschaften. Außerdem wurde seine Mannschaft einmal deutscher Vizemeister (1940) und von 1939 bis 1944 sechsmal Sachsenmeister. Nach der Zerstörung Dresdens im Zweiten Weltkrieg war Köhler noch kurzzeitig Trainer des Arbeitervereins Stahl Zschachwitz, konnte sich aber nicht mehr für den Fußball begeistern. Nach seiner erfolgreichen Trainerkarriere starb er im Februar 1972 in seiner Heimatstadt Dresden.